# 松木里菜
松木 里菜（まつき りな、本名:谷口 里菜、1984年6月13日 - ）は、日本のCMモデル・女優。
所属事務所はブルーミングエージェンシー。夫は元プロサッカー選手の谷口博之。埼玉県所沢市出身。

## 来歴・人物
16歳の頃に池袋でスカウトされてデビューしたが、18歳の時に秘密にしていた芸能活動を厳格な父親に知られて、1年半ほど活動を休止した。
チューリッヒ自動車保険のCMで知名度を上げ、ドラマやバラエティ番組にも出演する。
2008年4月、エヌフォースプロモーションからブルーミングエージェンシーに移籍した。
2009年3月15日、初の写真集『act 1』を発売した。紀伊國屋書店新宿本店で発売記念握手会を開催した。
2009年4月6日、当時Jリーグ・川崎フロンターレに所属していた谷口博之と結婚した。
2009年8月17日、川崎市内の病院で第一子となる男児を出産した。以降は芸能活動に復帰し、自身の子育て日記を公式ブログにて公開している。
2012年1月24日、第二子となる女児を出産した。
2013年12月6日、第三子となる女児を出産した。

## 出演

### 写真集
- 『act 1』（撮影：HIJIKA、ワニブックス、2009年3月15日）ISBN 9784847041600 - 発売当日は紀伊国屋書店新宿本店にて握手会を開催

### CM
- フジテレビ - きっかけは、フジテレビ 電車篇（2006年）
- ブルボンプチシリーズ - ロングセラー・ロングアボード篇（2006年）
- 四国化成 JULUXけいそうモダンコート - 美術館篇（2006年）
- AHA ソープ - 君になりたいフォトグラファー篇（2006年）インフォマーシャル、谷原章介と共演
- 東洋水産 マルちゃん麺づくり - めんスパイア!・ボーカル篇（2006年）
- チューリッヒ・インシュアランス・カンパニー（2006年 - ）
- キリンビバレッジ - 生茶（タイ国内版）
- ライオン ルックきれいのミスト - 浴室用（2007年）
- 花キューピット（2007年）

### 雑誌
- 週刊プレイボーイ（2006年2月21日号、集英社）
- 週刊ファミ通（2007年6月15日号、エンターブレイン）
- NAVI（2008年2月号、二玄社）
- ビッグコミックスピリッツ （2008年1月28日発売、小学館）
- FLASH EXCITING（2008年3月30日増刊号、光文社） - エキサイティング・パワー発掘写真館No.54「松木里菜 人を愛する者 人、常に之れを愛す」
- ビッグコミックスピリッツ （2008年5月19日発売、小学館） - 表紙・巻頭

### テレビ

#### バラエティ
- シナモン（2006年、テレビ東京）レギュラー出演
- オビラジR （2006年、TBS）
- くりぃむしちゅーの世界初!未来デパート見たら絶対ほしくなる（秘）新商品カタログSP （2007年、テレビ朝日）
- 田舎に泊まろう!（2008年3月16日、テレビ東京） - 大分県旧耶馬溪町
- ジャイケルマクソン（2008年4月23日、毎日放送）
- バニラ気分!（2008年5月10日、フジテレビ）
- 全国一斉!日本人テスト（2008年6月26日、フジテレビ）
- ザ・ベストハウス123（2008年8月13日、フジテレビ）
- 地球感動配達人 走れ!ポストマン（2008年10月 - 、毎日放送）レギュラー出演
- X-TRAIL JAM 完全攻略TV（2008年11月8日、日本テレビ）
- 元気の源泉（2009年3月14日、TBS）
- news every.「特集」コーナー（2011年3月2日、日本テレビ）リポーター

#### ドラマ
- 西村京太郎サスペンス 鉄道捜査官8 （2007年、テレビ朝日 土曜ワイド劇場）-劇中ドラマで襲われる女子高生役
- 1ポンドの福音 第4話（2008年、日本テレビ）
- モンスターペアレント - 甘粕七海役（2008年、フジテレビ）
- ひみつな奥さん 第3弾「イケメンホスト殺人事件～華麗なるホストの世界で起きた連続殺人事件の謎を元銀座No.1人気ホステスが暴く」 (2008年5月30日、フジテレビ)
- 金曜プレステージ・事件記者〜警視庁記者クラブ〜（2008年9月12日、フジテレビ）
- 祝女〜SHUKUJO〜 「サバを読むなら」 - 水沢かほり役（2008年11月28日、NHK総合）

### 映画
- CHARON（2005年） - 居酒屋の女 リリー 役
- ガッツ伝説 愛しのピット・ブル （2006年） - リサ 役
- 新訳：今昔物語（2006年） 第2話「女の事情」出演
- 石岡タロー[6]（2023年）

### オリジナルビデオ
- スミレ刑事の花咲く事件簿 episode 3（2011年5月2日発売） - 南川真理衣 役

### ラジオ
- しゃべラジ ながさき 第一夜（2007年、NHK長崎放送局）

### その他
- 九州石油 2008年度イメージキャラクター